# Stefan Godlewski (agronom)
Stefan Godlewski (?) – agronom, ziemianin, działacz gospodarczy
Agronom, dr.
Detaksor (1907-1914) wydziału powiatowego w Tarnopolu Galicyjskiego Towarzystwa Kredytowego Ziemskiego. Współzałożyciel i prezes rady nadzorczej Spółki Agronomów we Lwowie (1908-1913).
Od 1907 członek i działacz Galicyjskiego Towarzystwa Gospodarskiego, członek tarnopolsko-skałacko-zbarasko-trembowlańskiego oddziału GTG. Członek Komitetu GTG (24 czerwca 1910 – 20 czerwca 1914).
Współzałożyciel w 1908 wraz ze Janem Emanuelem Rozwadowskim, Stefanem Dębińskim, Janem Gużkowskim, Stefanem Godlewskim i Józefem Jurystowskim, a od grudnia 1909 prezes Podolskiego Związku Hodowców Mlecznego Bydła Czarno-Srokatego Pełnej Krwi z Fryzji Holenderskiej. Członek rady nadzorczej Związku Rolników dla zbytu produktów we Lwowie (1913).
W latach trzydziestych XX wieku właściciel dóbr Jawora Dolna, w pow. turczańskim.